# Qualificazioni al campionato mondiale maschile di pallamano 1954
Le qualificazioni al campionato mondiale maschile di pallamano 1954 qualificarono alla fase finale disputata in Svezia 5 squadre.

## Risultati
| Squadra 1      | Squadra 2 | Risultato                    |
| -------------- | --------- | ---------------------------- |
| Germania       | Finlandia | Neumünster, 28 novembre 1953 |
| Germania       | Finlandia | 21 - 10                      |
| Norvegia       | Danimarca | Oslo, 9 dicembre 1953        |
| Norvegia       | Danimarca | 11 - 26                      |
| Cecoslovacchia | Ungheria  | Praga, 11 dicembre 1953      |
| Cecoslovacchia | Ungheria  | 13 - 8                       |
| Svizzera       | Austria   | San Gallo, 12 dicembre 1953  |
| Svizzera       | Austria   | 15 - 11                      |
| Francia        | Spagna    | Nantes, 13 dicembre 1953     |
| Francia        | Spagna    | 23 - 11                      |